# Сырцево (Болгария)
Сырцево (болг. Сърцево) — село в Болгарии. Находится в Сливенской области, входит в общину Твырдица. Население составляет 35 человек.

## Политическая ситуация
Сырцево подчиняется непосредственно общине и не имеет своего кмета.
Кмет (мэр) общины Твырдица — Катя Колева Дойчева (коалиция партий: «Болгарская социалистическая партия», «Движение за права и свободы», «Объединённый блок труда», «Политическое движение „Евророма“», «Политическое движение социал-демократов») по результатам выборов.